# Saint-Vallier (Charente)
Saint-Vallier is een gemeente in het Franse departement Charente (regio Nouvelle-Aquitaine) en telt 167 inwoners (1999). De plaats maakt deel uit van het arrondissement Cognac.

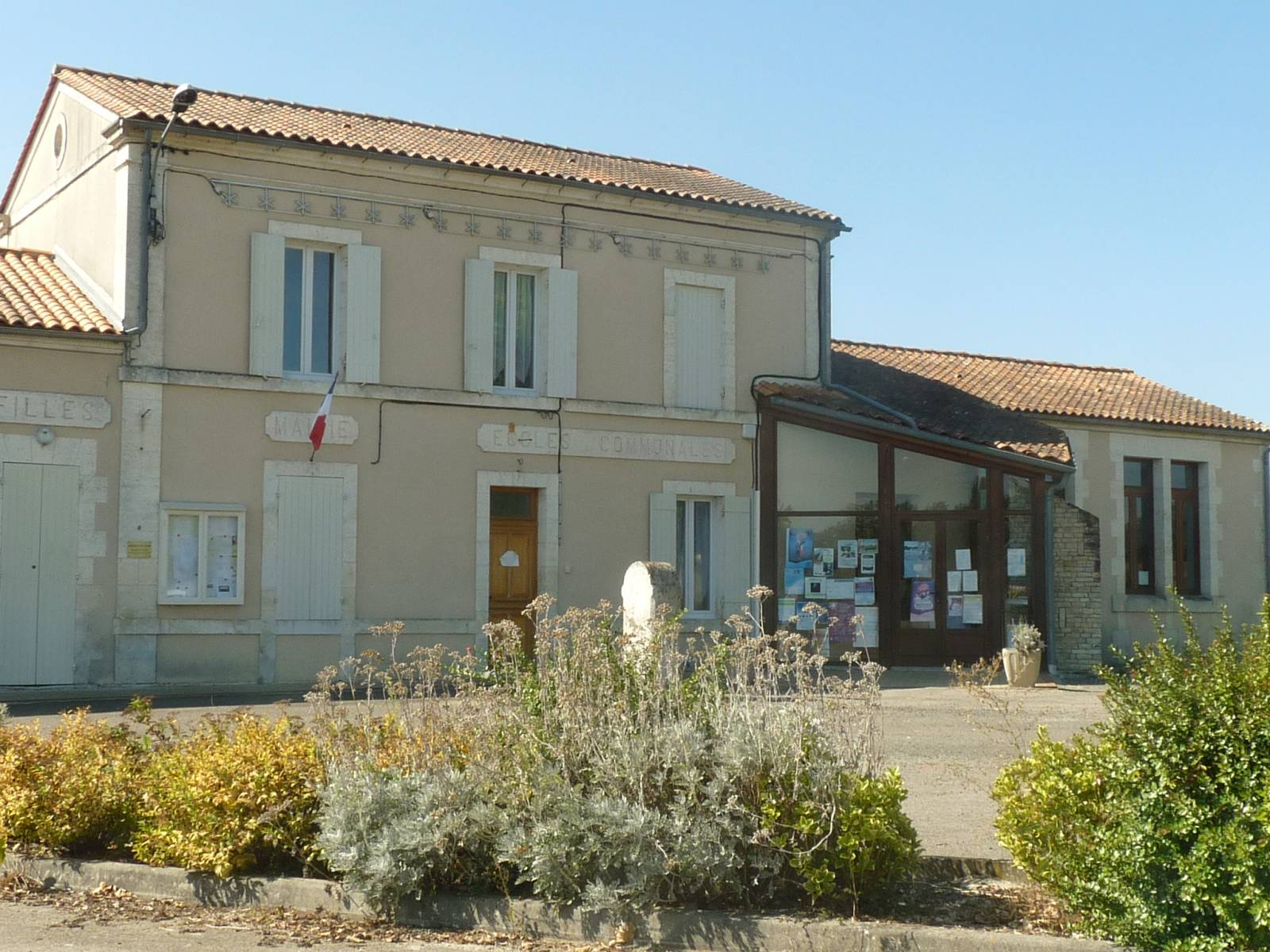
Gemeentehuis
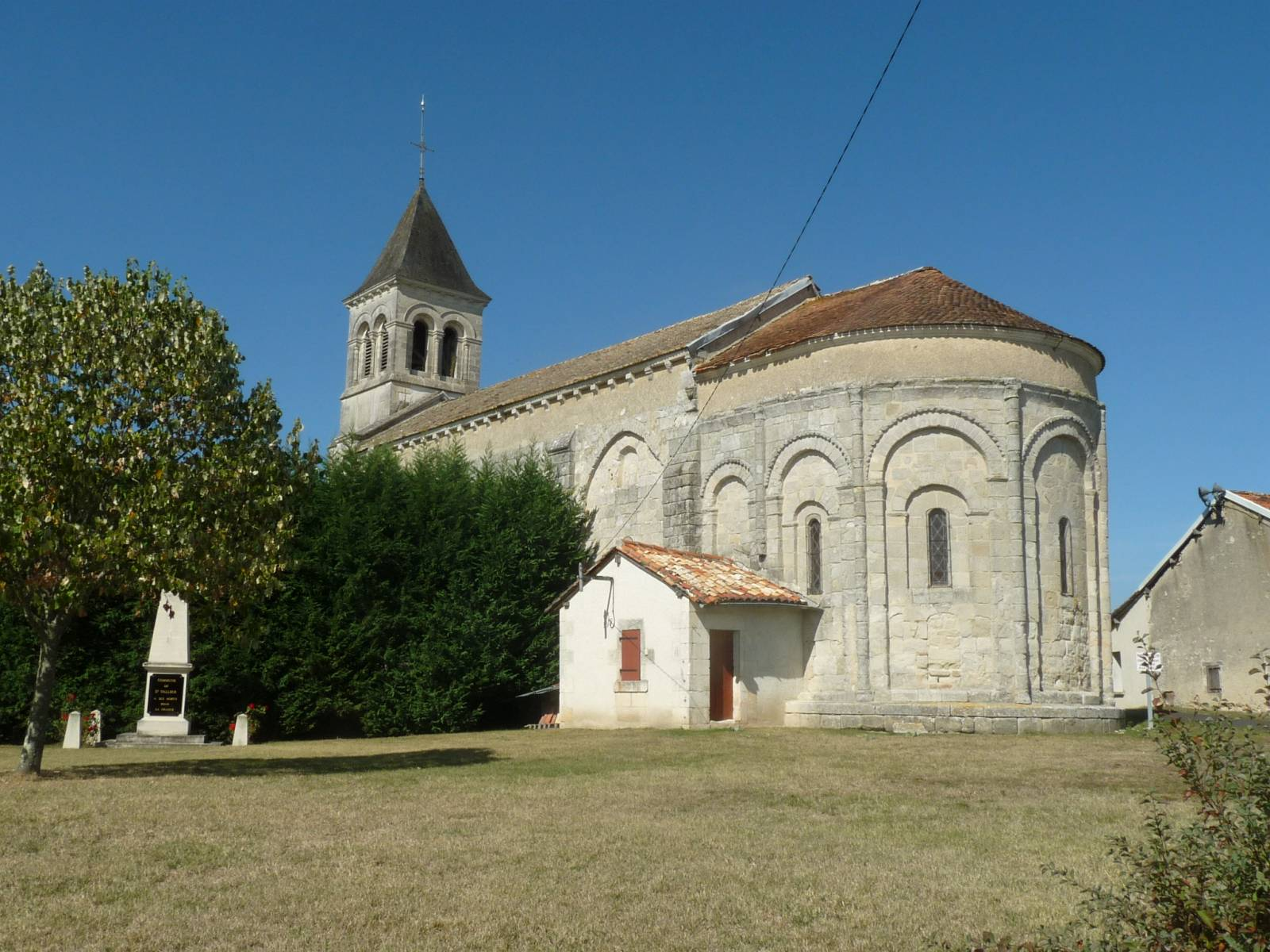
Kerk van Saint-Vallier

## Geografie
De oppervlakte van Saint-Vallier bedraagt 18,2 km², de bevolkingsdichtheid is 9,2 inwoners per km².
De onderstaande kaart toont de ligging van Saint-Vallier (Charente) met de belangrijkste infrastructuur en aangrenzende gemeenten.

## Demografie
Onderstaande figuur toont het verloop van het inwonertal (bron: INSEE-tellingen).